# Bitwa o Wanjialing
Bitwa o Wanjialing, w Chinach znana jako zwycięstwo w Wanjialing (chiń. upr. 万家岭大捷; chiń. trad. 萬家嶺大捷; pinyin Wànjiālǐng Dàjié) – starcie zbrojne stoczone pomiędzy 10 sierpnia a 10 października 1938 roku podczas II wojny chińsko-japońskiej w rejonie Wanjialing. Trzymiesięczna krwawa bitwa doprowadziła do niemal całkowitego zniszczenia japońskiej 101. i 106 Dywizji.

## Siły stron

### Chińczycy
Chińskie siły składały się z 4 Armii, elitarnej 74 Armii, 66 Armii, 187 Dywizji, 91 Dywizji, nowo sformowanej 13 Dywizji, 142 Dywizji, 60 Dywizji, 6 Dywizji Rezerwowej, 19 Dywizji, brygady ze 139 Dywizji i 15 Dywizji, co łącznie daje blisko 100 000 ludzi. Głównym dowódcą na linii frontu był dowódca 9 Grupy Armii Wu Qiwei. Podlegał on zwierzchnictwu naczelnego dowódcy 9 Regionu Wojskowego Xue Yue.

### Japończycy
Japońskie siły składały się głównie ze 106 Dywizji, dowodzonej przez gen. por. Junrokurō Matsuurę. W jej składzie znajdowały się 111 Brygada Piechoty (113. i 147 Pułk Piechoty) i 136 Brygada (123. i 145 Pułk Piechoty), a także pułki kawalerii, artylerii, inżynierii i transportu. Podczas bitwy dołączyła do niej również 101 Dywizja. Później w rejon Wanjialing wysłano również 9. i 27 Dywizję.

## Bitwa

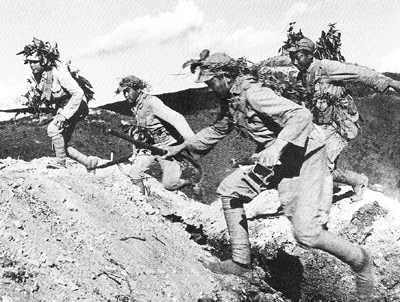
Chińskie wojska atakujące podczas bitwy

Japońska 106 Dywizja zamierzała przekroczyć rejon Wanjialing, mając nadzieję na przebicie się na tyły wojsk chińskich w De’an, ponieważ bezpośrednie podejście z Jiujiangu wzdłuż linii kolejowej na południe i przejście 101 Dywizji poprzez przebijanie się przez chińskie pozycje od wschodnich podnóży góry Lu nie dawało żadnych rezultatów. Plan został odkryty przez Xue Yue, a chińska armia zdołała otoczyć 106 Dywizję siłami 16 dywizji w Lushan. Po zdobyciu Jiujiangu, 106 Dywizja próbowała atakować na południe, wykorzystując linię kolejową Jiujiang – Nanchang jako główną oś natarcia i zdobyć De'an. Została jednak zmiażdżona w Shahe, tuż na południe od Jiujiangu. 21 sierpnia japońska „grupa bojowa Sato” ze 101 Dywizji (dowodzona przez gen. mjr. Sato Shozaburo ze 101 Brygady), składająca się z dwóch batalionów piechoty wspieranych przez batalion artylerii, zdobył Xingzi w ramach natarcia na De'an, ale napotkał zaciekły opór ze strony 25 Korpusu Wang Jingjiu i 66 Korpusu Ye Zhao. Mimo wzmocnienia oddziałem Saedy (dowodzonym teraz przez gen. mjr. Saedę Yoshishige ze 101 Dywizji), obie formacje nadal nie były w stanie przebić się przez chińskie linie. Japończycy przystąpili do uwalniania trującego gazu na chińskich pozycjach. Chociaż Chińczycy cierpieli na poważny niedobór sprzętu ochronnego na wypadek ataku bronią chemiczną, takiego jak maski przeciwgazowe, nadal byli w stanie odeprzeć japoński atak.
Na początku września Matsuura nakazał 9. i 27 Dywizji zastąpić 106 Dywizję na froncie, ale posiłki zostały zatrzymane przez zaciekły opór Chińczyków. 24 września japońskiej armii w końcu udało się przebić przez chińskie linie na zachodzie, ale następnie stanęła twarzą w twarz z 4 Korpusem Ou Zhena i elitarnym 74 Korpusem Yu Jishi i została ponownie otoczona. Zdesperowani, by otworzyć bezpieczną drogę dla uwięzionych sił lądowych, Japończycy przeprowadzili ciężkie bombardowanie chińskich pozycji bombami zapalającymi, co spowodowało śmierć wielu Chińczyków.
7 października Chińczycy nagle rozpoczęli skoordynowaną serię zaciekłych kontrataków, zmuszając pozostałe japońskie jednostki do pospiesznego odwrotu. Bitwa zakończyła się 10 października, co przypadkowo zbiegło się z chińskim świętem narodowym. 13 października chińskie siły wycofały się z pola bitwy.

## Następstwa
Trzymiesięczna bitwa spowodowała ogromne straty w szeregach japońskiej armii, zwłaszcza 101. i 106 Dywizji. Te dwie jednostki, które początkowo miały łączną siłę ponad 47 000 żołnierzy, straciły w bitwie około 30 000 ludzi.
Dla Chińczyków udana obrona Wanjialing odegrała kluczową rolę w całej kampanii wuhańskiej, zatrzymując japońską ofensywę na Wuhan wzdłuż południowego brzegu rzeki Jangcy i zdobywając tym samym bezcenny czas na ewakuację ludności cywilnej, obiektów wojennych i przemysłu z miasta oraz przeniesienie ich na zachód w kierunku miast takich jak nowa, „wojenna” stolica Chongqing.